# Sant’Antonino
Sant’Antonino je obec ve švýcarském kantonu Ticino, okresu Bellinzona. Žije zde přibližně 2 500 obyvatel.

## Geografie

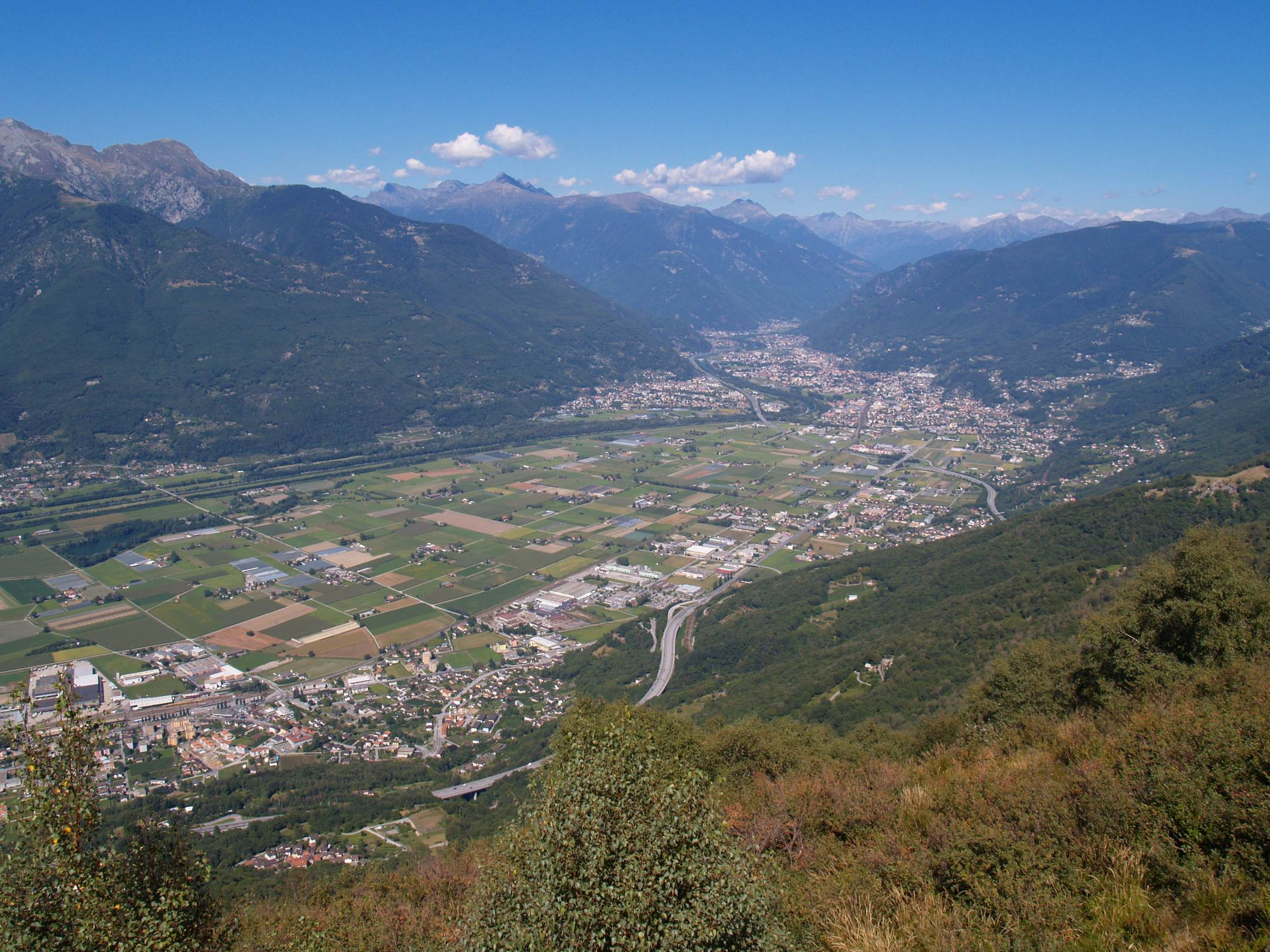
Magadinská rovina; Sant’Antonino vlevo dole

Obec leží na jižním okraji Magadinské roviny, ale řeka Ticino se jí nedotýká. Jižně od obce se zvedá masiv Ceneri s nejvyšším bodem Matro (1201 m n. m.), v jehož bezprostřední blízkosti probíhá hranice obce Sant'Antonino.
Staré centrum obce (226 m n. m.) leží na úpatí Ceneri. Bezprostředně jižně od obce dnes vedou severní nájezdy na dálnici A2 a úsek Gotthardské dráhy Bellinzona–Lugano, které musí Monte Ceneri překonat směrem na jih.
Severně pod obcí se rozprostírá planina Magadino v nadmořské výšce kolem 210 metrů. Sousedními obcemi jsou Bellinzona, Isone a Cadenazzo.

## Historie
První zmínka o obci pochází z roku 1219 jako Sancto Antorino.
V lokalitě al Sasso byla nalezena řada pozdně římských nálezů. Ve středověku vlastnily v Sant’Antoninu statky kapitula San Pietro v Bellinzoně (počátek 13. století), špitál v Contone (1337) a katedrální kapitula v Comu (1397). Do roku 1442 bylo Sant’Antonino církevně přiřazeno k Bellinzoně, poté tvořilo vlastní farnost s Cadenazzem, dokud se Cadenazzo v roce 1830 od Sant’Antonina neoddělilo. Farní kostel, poprvé doložený v roce 1219, byl v 16. a 17. století barokně přestavěn. V hospodářství převládal chov dobytka a především zemědělství, kterému prospěla rekultivace magadinské roviny, jež začala na konci 19. století. V šedesátých a sedmdesátých letech 20. století se vesnice, které přála blízkost Bellinzony, začala rozvíjet v rezidenční obec.

## Obyvatelstvo
| Rok            | 1591 | 1696 | 1795 | 1850 | 1900 | 1950 | 1970 | 1980 | 1990 | 2000 | 2010 | 2020 |
| Počet obyvatel | 400  | 453  | 373  | 329  | 380  | 440  | 711  | 1130 | 1711 | 2066 | 2274 | 2542 |

## Hospodářství
Ještě na počátku 21. století se v Magadinské nížině provozovalo zemědělství, kdysi převažující, ale nepříliš produktivní, které bylo po korekci řeky Ticino výrazně zproduktivněno (hlavně obilnářství a zahradnictví). Na počátku 21. století v obci rostl počet obchodních a průmyslových podniků.
Díky své logistické poloze je Sant’Antonino sídlem společnosti Migros Ticino.

## Doprava

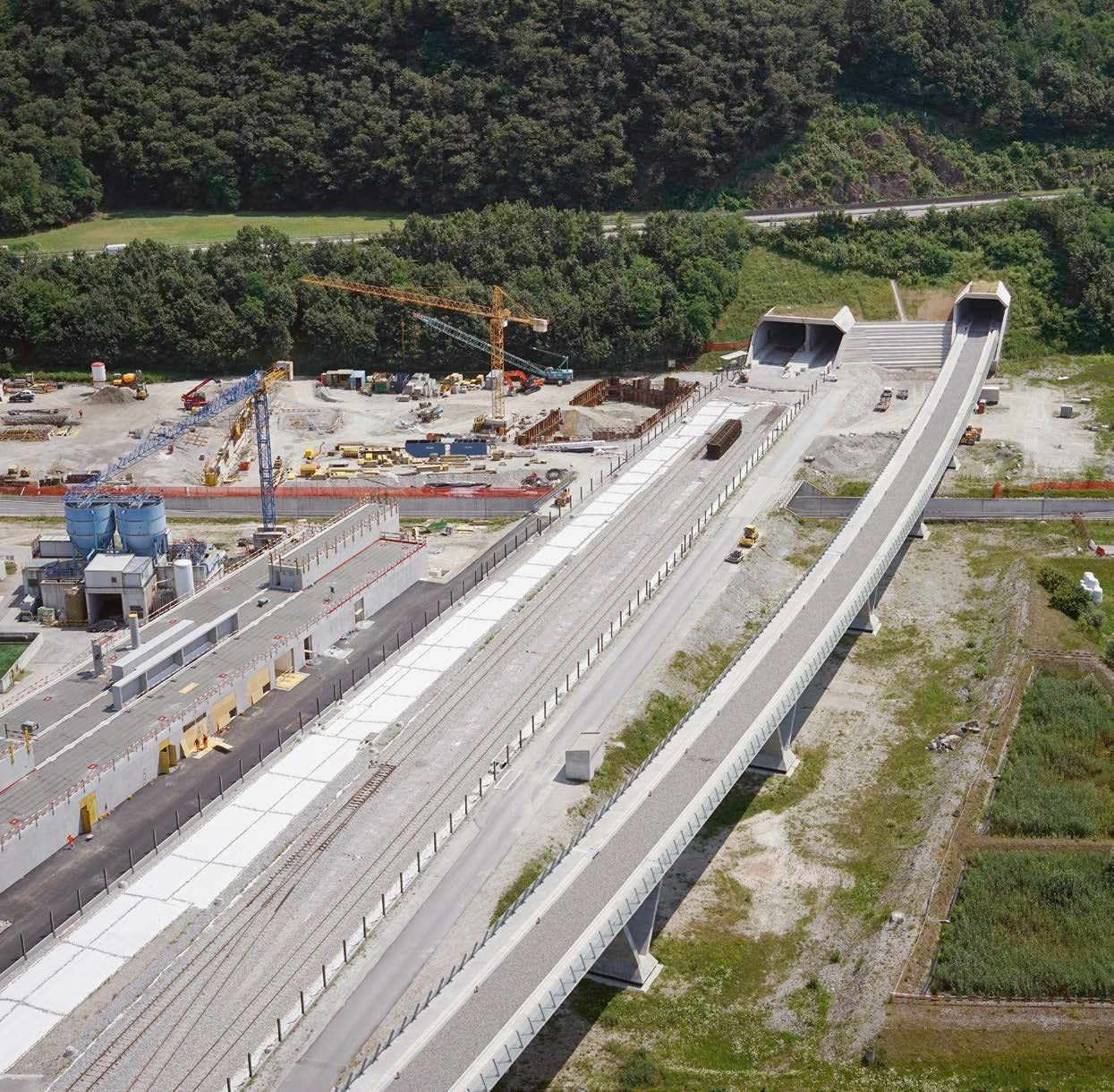
Portál úpatního tunelu Ceneri

Obcí prochází Gotthardská dráha, respektive její odbočka Bellinzona–Locarno, která se v Cadenazzu dále odpojuje na Luino, a hlavní silnice č. 2. Ta je nejdůležitější silniční spojnicí v Magadinské nížině a je hojně využívána tranzitní dopravou - z dálničního sjezdu Camorino (Bellinzona Sud) na dálnici A2 do Locarna a Itálie.
Poblíž obce se nachází severní portál úpatního tunelu Ceneri.